# Krasne, Bila Țerkva
Krasne (în ucraineană Красне) este un sat în comuna Iosîpivka din raionul Bila Țerkva, regiunea Kiev, Ucraina.

## Demografie
Componența lingvistică a localității Krasne
     Ucraineană (99,53%)
     Alte limbi (0,47%)
Conform recensământului din 2001, majoritatea populației localității Krasne era vorbitoare de ucraineană (99,53%), existând în minoritate și vorbitori de alte limbi.